# Banov
Banov – wieś w Rumunii, w okręgu Teleorman, w gminie Poeni. W 2011 roku liczyła 197 mieszkańców.